# José-Louis Bocquet
Pour les articles homonymes, voir Bocquet.
 (décembre 2018).
Œuvres principales
- Le Privé d'Hollywood (1985)
- Les Aventures d'Hergé (1999)
- Hors champs (2001)
- Kiki de Montparnasse (2007)

José-Louis Bocquet, né à Neuilly-sur-Seine le 28 août 1962, est un romancier, biographe, journaliste, éditeur et scénariste de bandes dessinées.

## Biographie
Né dans une famille d’architectes et d’écrivains, José-Louis Bocquet publie à onze ans son premier article dans Bulle, un fanzine tiré à 200 exemplaires. À treize ans, il lance son propre magazine, Bizu. À 17 ans, il se lie d'amitié avec François Rivière ; tous deux écrivent les scénarios de trois albums dessinés par Philippe Berthet : Le Privé d'Hollywood. Libraire à Temps Futurs, il fait publier de manière professionnelle ses premiers articles et scénarios de bande dessinée dans Métal hurlant. Il signe ainsi plusieurs albums de BD avec Serge Clerc, Arno, Max, Franz et Stanislas. Avec son ami Jean-Luc Fromental, il participe à la réalisation des ouvrages de L’Année de la Bande Dessinée.
Promu rédacteur en chef de Salut les copains, il interviewe les stars des années 1980 dont Michael Jackson et Étienne Daho et apparaît en 1985 dans le clip du titre Johnny Johnny par Jeanne Mas. Il devient attaché de presse des Humanoïdes associés en 1983, puis directeur de collection chez cet éditeur, avec Jean-Baptiste Gilou. En 1991, il participe avec ce dernier à la création des Éditions La Sirène.
En 1990, José-Louis Bocquet s'installe au Bois-de-la-Roche près de Ploërmel, pour vivre de sa plume. Il signe trois « Série noire », un épisode des aventures du Poulpe, deux thrillers au Masque. Il alterne biographies (Henri-Georges Clouzot, Georges Lautner, René Goscinny), romans, nouvelles et travaux pour l'audiovisuel (collection Sable noir). Son livre Rap ta France (La Sirène, 1996) est un des premiers ouvrage sur le rap en France[réf. nécessaire]. Depuis 2005, Bocquet a regagné Paris et dirige la collection Aire libre chez Dupuis. Il est aussi directeur éditorial adjoint de la maison. Il publie en 2007 une bande dessinée, dessinée par Catel, consacrée à Kiki de Montparnasse, muse et modèle de nombreux artistes de l'entre-deux-guerres. Toujours avec la même dessinatrice, il fait paraitre un roman graphique consacré à Olympe de Gouges (Casterman) en 2012,, puis un autre consacré à Joséphine Baker en 2016.
Dans sa présentation de l'auteur à La Musique de papa, Jean-Bernard Pouy écrit : « À l'aide d'un style retenu, brutal, brûlant, tout en sécheresse élégante, il dépeint, avec scepticisme tragique, le quotidien, le réel des dérèglements familiaux, les petits mondes de la marge, de la rébellion et des trafics interlopes, prenant, sans illusion, la défense des faibles face au pouvoir de l'argent ».
Il forme avec Jean-Luc Fromental en 2015 une nouvelle équipe de scénaristes choisis par les éditions Dargaud pour poursuivre les aventures de Blake et Mortimer.

### Famille
Ses grands-parents maternels sont José-André Lacour et Gerty Colin.
- José-André Lacour est l'auteur de La Mort en ce jardin (adapté au cinéma par Luis Buñuel), L'Année du bac et du Rire de Caïn (prix des Lectrices de Elle en 1981). Il a écrit avec Henri-Georges Clouzot le scénario de L'Enfer.
- Sa grand-mère Gerty Colin a rédigé des biographies de Maurice Chevalier et Jean Gabin, publié Les Châtelains de Laeken : l'amour et la couronne à la cour de Belgique (Robert Laffont), une histoire sentimentale de la dynastie belge et novélisé la série télévisée Châteauvallon sous le pseudonyme d'Eliane Roche.

José-Louis Bocquet a eu pour parrain Henri-Georges Clouzot.

## Publications

### Fictions

#### Romans
- Sur la ligne blanche. Gallimard, coll. Série noire no 2309, 1993.
- Point mort. Gallimard, coll. Série noire no 2349, 1994.
- Karmann Blues. Gallimard, coll. Série noire no 2414, 1996.
- Zarmageddon. Baleine, coll. Le Poulpe no 118, 1998. Rééd. "Librio policier" no 487, 2005.
- Cutter killer. Éd. du Masque, coll. Grands formats, 2001.
- Hors champs d'après la novella Les Lumières de la ville ne s'éteignent jamais. Buchet/Chastel, coll. "Littérature française", 2001.
- Les Chênes rouges. Éd. du Masque, coll. Grands formats, 2002.
- Swing mineur. Éditions de la Table ronde, coll. Vermillon, 2009 (reprise des novellas La Grosse vie et Station Anvers, direction les étoiles).

#### Novellas
- Le Banquet de Merlin. Baleine, coll. Tourisme et polar, 1998.
- Feux de détresse. Éd. Michel Baverey, 1999.
- Les Lumières de la ville ne s'éteignent jamais. Terre de Brume, coll. Granit noir, 2000.
- Bao-chi. Éd. Michel Baverey, coll. En mai fais ce qu'il te plaît no 1, 2000.
- La Grosse Vie. Mille et une nuits, coll. La Petite Collection no 331, 2001.
- Station Anvers, direction les étoiles. Autrement, coll. Noir urbain, 2005.
- La Musique de papa. La Branche, coll. Suite noire no 17, 2007.

#### Romans jeunesse
- Station de nuit, avec Nathalie Champié. Syros jeunesse, coll. Rat noir no 1, 2002.
- Chenil 56, avec Nathalie Champié. Syros jeunesse, coll. Rat noir no 56, 2003.
- Sous la lune, ill. Daphné Collignon, Je Bouquine no 257, juillet 2005. Rééd. SmartNovel, 2012, 39 p. Format Kindle.
- Chute libre, ill. Erwann Surcouf, Je Bouquine no 304, juin 2009. Rééd. in Les Trésors de Je Bouquine, été 2014.

#### Recueils de nouvelles
- Toujours plus à l'Ouest : nouvelles. Buchet-Chastel, coll. Littérature française, 2003.
- Les Lumières de la ville ne s'éteignent jamais : nouvelles. Éd. du Masque, coll. Le Masque no 2526, 2010.

#### Nouvelles
- « Le Solitaire de Shark’s Beach », nouvelle écrite en collab. avec François Rivière, Journal de Spirou, 15 novembre 1984, no 2431, p. 30-31.
- « Le Noël de Jeff Bridge », nouvelle écrite en collab. avec François Rivière, Journal de Spirou, 20 décembre 1984, no 2436 « Spécial Noël », p. 26-27.
- « Un Oscar pour Roy Carson », nouvelle écrite en collab. avec François Rivière, Journal de Spirou, 17 septembre 1985, no 2475 « Spécial western », p. 90-91.
- « Rose-Bonbon », Drunk, juin 1994.
- « Bleï-Mor ». Saint-Bresson : Éd. Clô, coll. "Nouvelles nuits : la revue de la nouvelle policière" no 9 "Spécial Cinquantenaire Série noire", février 1995, p. 13-18.
- « Nous ne sommes pas en mesure actuellement de publier votre manuscrit ». In Noces d'or : 1945-1995, anthologie dirigée par Patrick Raynal. Gallimard, coll. "Série noire" hors série, 1995, p. 131-133.
- « Exécution capitale ». In anthologie La Maison du bourreau. Coéd. Association Fureur du Noir (Lamballe), La Nouvelle Librairie (Saint-Brieuc), Éditions Sept (Nantes), novembre 1998, p. 9-14.  (ISBN 2-912688-04-3)
- « Qu'est-ce que tu attends pour foutre le feu », Libération no 5348, 1998.
- « Père Zonzon : Zinzin, le zigue ». Libération, 16 août 2000. Reprise in Les Sept familles du polar, anthologie dirigée par Jean-Bernard Pouy. Baleine, 2000.
- « Le Sang des fées », in Grains : nouvelles noires de Bretagne, anthologie dirigée par Gérard Alle. Baleine, 2002.
- « Vibrations », in Cannabissimo ! 2. Les bonnes histoires du Dr Pet' !, dessin de Christian Gaudin. La Sirène, 2002.
- « L'Hélicoptère », in Billets brûlés : recueil de nouvelles du 3e concours la Noiraude-la Fureur du noir, anthologie dirigée par Frédéric Prilleux. Paris : Baleine, novembre 2002, p. 63-80.  (ISBN 2-84219-401-2)
- « Saida », in Écrans noirs : “ Polar, Cinéma et Stars ”, vol. 2., anthologie dirigée par Bernard Bec. Cognac : Le Marque-Page, 2002, p. 53-64. Reprise in Petite ceinture : nouvelles de la périphérie / d'après des photographies de Jean Distel. Paris : Arcadia éd., coll. "En marge", 2006.  (ISBN 2-913019-39-0)
- « Poison in my heart », in Stories of the Dogs : histoires pour Dominique, nouvelles et récits noirs réunis par Frédéric Prilleux. Bihorel : Krakoen, coll. "Court-lettrages", 2006, p. 22-31.  (ISBN 2-916-33012-7)
- « Printemps », in Quatre saisons sur la Rance : aquarelles et pastels / de Kim Rouch. Spézet : Éd. Coop Breizh, 2008, p. 5-31.  (ISBN 978-2-843-46344-0)
- « Working for the Clampdown », in London calling : 19 histoires rock et noires / sous la dir. de Jean-Noël Levavasseur. Paris : Buchet-Chastel, 2009.  (ISBN 978-2-283-02403-4)
- « Une fille dans la rue », in La Souris déglinguée : 30 nouvelles lysergiques / sous la dir. de Jean-Noël Levavasseur. Rosières-en-Haye : Camion Blanc, 2011.  (ISBN 978-2-35779-161-9)
- « Version city », dans Sandinista ! : Hommage à The Clash : 12 nouvelles 12 auteurs Rock et Polar (vol. 3) / sous la direction de Jean-Noël Levavasseur ; illustrations Jean-Christophe Chauzy. Rennes : Éd. Goater, coll. "Goater noir" n° 21, 11/2017.  (ISBN 978-2-918647-99-7). Vendu aussi en coffret 3 vol. Sandinista ! : Hommage à The Clash : 36 nouvelles 36 auteurs Rock et Polar  (ISBN 978-2-918647-16-4)

#### Scénarios de bandes dessinées
- Mémoires de l'espion, dessin de Serge Clerc. Les Humanoïdes associés, coll. "Autodafé", 1982.
- Panzer Panik, dessin de Max. Les Humanoïdes associés, 1985.
- Kids, dessin d'Arno. Les Humanoïdes Associés, coll. "Pied Jaloux", 1985. Rééd. coll. "Métal Hurlant", 1989.
- Le Privé d'Hollywood T.1, dessin de Philippe Berthet, scénario avec François Rivière. Dupuis, 1985. Prépubl. en 4 épisodes in Spirou du no 2372 (29/09/1983) au no 2375 (20/10/1983).
- Le Privé d'Hollywood T.2, Amérika, dessin de Philippe Berthet, scénario avec François Rivière. Dupuis, 1986. Prépubl. intégrale en 10 épisodes in Spirou Magazine du no 2505 (15/04/1986) au no 2508 (06/05/1986).
- Anton Six, dessin d'Arno. Albin Michel, 1987. Prépubl. in L'Écho des Savanes.
- 38e parallèle, dessin de Jean-François Biard, scénario avec François Rivière. Albin Michel, 1988.
- Kriegsspiel, dessin d'Arno. Alpen Publishers, 1988.
- Mémoires d'un 38, dessin de Franz, scénario avec Jean-Luc Fromental. Les Humanoïdes Associés, 1989.
- Dorian Dombre T.1 : La saison des pluies, dessin de Francis Vallès. Glénat, 1989.
- Jerry Spring T. 22 : Colère Apache, scénario sous le pseudonyme Festin, dessin Franz, Alpen Publishers, 1990.
- Le Privé d'Hollywood T.3 : Retour de flamme, dessin de Philippe Berthet, scénario avec François Rivière. Dupuis, 1990. Prépubl. intégrale en 10 épisodes in  Spirou Magazine du no 2695 (06/12/1989) au no 2704 (07/02/1990).
- Dorian Dombre T.2 : La Mort en ce jardin, dessin de Francis Vallès. Glénat, 1990.
- Dorian Dombre T.3 : Un tour au purgatoire, dessin de Francis Vallès. Glénat, 1991.
- Timbrés rares, dessins de Cossu et Louis Joos. Points images, coll. Light Blue, 1998.
- Cannabissimo 2#, dessins de Christian Gaudin. La Sirène, 2002.
- Les Aventures d'Hergé, dessin de Stanislas, scénario de Jean-Luc Fromental et José-Louis Bocquet. Reporter, 1999. Rééd. Reporter, 2007. Dargaud, 2011, 12/2017 :  (ISBN 978-2-205-07728-5).
- Frère de lait d'après la novella Les Lumières de la ville ne s'éteignent jamais, dessin d'Andréas Gefe. Emmanuel Proust éditions, coll. Atmosphères, 2003.
- Édith Piaf, dessin de Catel Muller. Nocturne, coll. BD chanson no 161, 2005. Rééd. 2012.
- Leadbelly, 2 CD + une bande dessinée, dessin de Steve Cuzor. Nocturne, coll. "BD blues" no 8, 2006.
- Naïs / d'après Émile Zola, adapt. J.-L. Bocquet ; ill. Jean-Emmanuel Vermot-Desroches, Je Bouquine no 280, juin 2007, p. 83-98.
- L'Appel de la forêt / d'après Jack London, adapt. J.-L. Bocquet ; ill. Marc-Olivier Nadel, Je Bouquine no 285, novembre 2007, p. 83-98.
- Les Trois Mousquetaires / d'après Alexandre Dumas, adapt. J.-L. Bocquet ; ill. Dominique Bertail, Je Bouquine no 288, février 2008, p. 83-98.
- Kiki de Montparnasse[2], dessin de Catel Muller, Casterman, coll. "Écritures", 2007, 384 p. Nouv. éd. 2016.  (ISBN 978-2-203-11961-1)
- Quatuor, dessin de Catel, scénario avec Thierry Bellefroid, Jacques Gamblin et Pascal Quignard. Casterman, 2008.
- Participation dans : Marie Moinard et collectif, En chemin elle rencontre... Les artistes se mobilisent pour le respect des droits des femmes, Vincennes/Paris, Des ronds dans l'O / Amnesty International, février 2011, 96 p. (ISBN 978-2-917237-15-1)
- Olympe de Gouges[3],[4],[5], dessin de Catel Muller. Casterman, coll. Écritures, 2012, 487 p. Nouv. éd. 2016.  (ISBN 978-2-203-11962-8)
- Joséphine Baker[6], dessin de Catel Muller. Casterman, coll. Écritures, 09/2016, 400 p.  (ISBN 978-2-203-08840-5). Rééd. Casterman, 2017, 568 p.  (ISBN 978-2-203-12429-5).
- Alice Guy, dessin de Catel Muller. Casterman, coll. Écritures, 22/09/2021, 400 p. (ISBN 978-2-203-17165-7)
- L'Art de la guerre, album hors-série de la série Blake et Mortimer co scénariste avec Jean-Luc Fromental et dessiné par Floc'h. (2023).

#### Direction d'anthologies - concept collection
- Rapologie, éd. Philippe Pierre-Adolphe et J.-L. Bocquet. Mille et une nuits, coll. "Les petits libres" no 14, 1997.
- Sable Noir, avec Anne Martinetti & Laurent Chollet. J'ai lu policier no 7952, 2006.
- Vampyres : Sable Noir, avec Laurent Chollet. J'ai lu policier no 8466, 2009.
- Les Enquêtes de Léo Tanguy. Collection de romans et personnage créés avec Sylvie Rouch, Gérard Alle et Denis Flageul. Couvertures de Bruno Le Floc’h. 14 titres. Coop Breizh, 2008-2011.

### Études

#### Ouvrages sur la bande dessinée
- L'Année de la Bande Dessinée 81-82, avec Jean-Luc Fromental, éd. Temps Futurs, 1981.
- L'Année de la Bande Dessinée 82-83, avec Jean-Luc Fromental, éd. Temps Futurs, 1982.
- Margerin. Seghers, coll. Les Auteurs par la bande, 1988.
- Chaland : les années Métal, éd. Champaka, 1997.
- Goscinny : biographie, avec Marie-Ange Guillaume. Actes Sud, 1997. Rééd. Babel essai n° 1506, 2017.
- Yves Chaland, Les archives Freddy Lombard, textes d'Eric Verhoest et José-Louis Bocquet. Champaka, 2004.
- Avec Hugo, par Silvina Pratt et José-Louis Bocquet, Flammarion, coll. "Pop culture", 2005.
- Goscinny et moi : témoignages. Flammarion, coll. Pop culture, 2007.
- Franquin : Chronologie d’une œuvre, textes d’Éric Verhoest et José-Louis Bocquet, Marsu Productions, 2008. Rééd. 2012. Rééd. Dupuis, 2015.
- René Goscinny : mille et un visages, présenté par J.-L. Bocquet, préface Anne Goscinny. Imav éditions, 2012.
- Rosy c'est la vie ! : conversation avec Maurice Rosy, avec Martin Zeller. Dupuis, 2014, 357 p.  (ISBN 978-2-8001-6080-1)
- Je suis Cabu. Opuscule tiré à 365 exemplaires et envoyé comme carte de vœux aux amis de l’auteur en janvier 2015.

#### Ouvrages sur le cinéma
- Clouzot cinéaste, avec Marc Godin. La sirène, 1993. Rééd. Horizon illimité, 2002. La Table ronde, 2011.
- Georges Lautner, Foutu fourbi. La Sirène, 2000. Rééd. Horizon illimité, 2002.
- Georges Lautner, On aura tout vu. Flammarion, coll. Pop Culture, 2005. Rééd. Pocket no 13001, 2007.
- Conversations avec Georges Lautner[10], La Table ronde, 2017, 300 p.  (ISBN 978-2-7103-8168-6)

#### Autres documents
- Tam-tam pour une Bétacam, avec Patrice Drevet. Carrère, coll. René Guitton, 1987.
- L'Art du strip-tease, Lola B. sous la dir. de J.-L. Bocquet. La Sirène, 1993.
- Rap ta France : les rappeurs français prennent la parole, avec Philippe Pierre-Adolphe. Flammarion, 1997. Rééd. Éd. J'ai lu no 5278, 1999 ; Nouv. éd. revue et augmentée : La Table ronde, coll. "La petite Vermillon" n° 440, 2017.
- Comment devenir riche et célèbre grâce à la BD, dessin de Gael. La Sirène, 2000[11].
- Le Petit Guide illustré du cannabis, dessin de Christian Gaudin. La Sirène, 2001. Rééd. 2003.

### Autres textes

#### Récits
- « Les Maîtres du monde », Gulliver no 12 « Ah, les jolis voyages… », automne 1993.
- « Chez Nanot ». In Le Cinéma des écrivains, textes réunis par Antoine de Baecque. Paris : Cahiers du cinéma, 1995, p. 63-68.  (ISBN 2-86642-156-6)
- « L'Enfer, d’un film l’autre », Cahiers du Cinéma, n° hors-série consacré à Claude Chabrol, 1998. Reprise en opuscule sous le titre L'Enfer : 1963-1993, tiré à 300 exemplaires et envoyé comme carte de vœux aux amis de l’auteur  en janvier 2003.
- Un nuage dans l'œil. Vœux, 2002.
- Passager clandestin. Vœux 2004.
- Chez les carolorégiens. Opuscule tiré à 350 exemplaires et envoyé comme carte de vœux aux amis de l’auteur en janvier 2006.
- Paroles données : journal de tournage. Opuscule tiré à 333 exemplaires et envoyé comme carte de vœux aux amis de l’auteur en janvier 2009.
- Gerty et Marcel. Opuscule tiré à 365 exemplaires et envoyé comme carte de vœux aux amis de l’auteur en janvier 2013.
- Chez Francis. Opuscule tiré à 365 exemplaires et envoyé comme carte de vœux aux amis de l’auteur en janvier 2014.
- Souvenirs des Temps Futurs. In Lire, vivre et rêver, textes réunis par Alexandre Fillon. Paris : Les Arènes, 2015, p. 51-62.  (ISBN 9782352044321). Reprise en opuscule (version abrégée) tiré à 365 exemplaires et envoyé comme carte de vœux aux amis de l’auteur en janvier 2016.

#### Préfaces
- James Bond 007. 1 : 1966 / scénario de Jim Lawrence ; dessins de Horak ; d'après Ian Fleming. Chaville : Gilou ; Grenoble : Glénat, coll. "Stars and strips", 1988, 108 p.  (ISBN 2-7234-0990-2)
- Georges Simenon, Police-secours ou Les nouveaux mystères de Paris. Mille et une nuits, 1998.
- Henri Alekan, Le Vécu et l'imaginaire : chroniques d'un homme d'images, introd. avec Philippe Pierre-Adolphe. Source-La Sirène, 1999. Rééd. Horizons illimités, 2002.
- Antoine Giacomoni, Daho par Giacomoni : The mirror sessions parties, photographies. Horizon illimité, 2004.
- Collectif, Sable Noir, anthologie dirigée avec Anne Martinetti & Laurent Chollet. J'ai lu policier no 7952, 2006.
- Serge Clerc, Nightclubbing Desperados, recueil d’illustrations réalisées entre 1981 et 1983. Champaka, 2006. Tiré à 3000 exemplaires numérotés.
- François Rivière & Stanislas, Edgar P. Jacobs ou les entretiens du Bois des Pauvres. Éd. du Carabe, 2008.
- Alain Saint-Ogan, Je me souviens de Zig et Puce et de quelques autres. La Table Ronde, coll. "Petite Vermillon" no 281, 2008.
- Collectif, Vampyres : Sable Noir, anthologie dirigée avec Laurent Chollet. J'ai lu policier no 8466, 2009.
- Maurice Tillieux, Gil Jourdan. Édition intégrale no 1. Dupuis, 2009.
- Maurice Tillieux, Gil Jourdan. Édition intégrale no 2. Dupuis, 2009.
- Maurice Tillieux, Gil Jourdan. Édition intégrale no 3. Dupuis, 2010.
- Maurice Tillieux et Gos, Gil Jourdan. Édition intégrale no 4. Dupuis, 2010.
- Maurice Tillieux, Césare l'intégrale. Dupuis, 2010.
- Serge Clerc, Spirou vers la modernité. Dupuis, 2011.  (ISBN 978-2-8001-5284-4)
- René Hausman, Les Contes de Perrault. Dupuis, 2011.  (ISBN 978-2-8001-5104-5). Tirage numéroté :  (ISBN 978-2-8001-5105-2)
- René Hausman, Le Roman de Renart illustré. Dupuis, 2012.
- Will, Will dans Spirou 1963-1997. Dupuis, 2012.
- Schwartz & Yann, Gringos Locos. Dupuis, 2012.
- Serge Clerc, Phil Perfect : l'intégrale. Dupuis, 2012.
- Charlier & Giraud. Blueberry, intégrale tome 1. Dargaud, 2012.
- Catel Muller & Véronique Grisseaux, Lucie s'en soucie (réédition). Humanoïdes Associés, février 2014.  (ISBN 978-2-7316-2539-4)
- François Walthéry, Natacha : intégrale, volume 5. Marcinelle : Dupuis, mai 2014, 188 p.  (ISBN 978-2-8001-6119-8)
- Maurice Tillieux, Les Aventures de Marc Jaguar : le lac de l'homme-mort. Marcinelle : Dupuis, 04/2018, 78 p.  (ISBN 978-2-8001-5217-2)

#### Appareils critiques
- André Franquin, Bravo les brothers, commenté par J.-L. Bocquet et Serge Honorez. Dupuis, 2012.
- André Franquin & Jidéhem, La Foire aux gangsters, commenté par J.-L. Bocquet et Serge Honorez. Dupuis, 2012.
- André Franquin & Greg, La peur au bout du fil, commenté par J.-L. Bocquet, Serge Honorez. Dupuis, 2013.
- Yves Chaland, Spirou, conception et direction éditoriale Isabelle Beaumenay-Joannet et J.-L. Bocquet. Dupuis, 2013.
- Jean Roba & Maurice Rosy, Boule et Bill contre les mini-requins. Dupuis, 2014.
- André Franquin, Vacances sans histoires, commenté par J.-L. Bocquet et Serge Honorez. Dupuis, 2014.
- André Franquin, La Quick super, commenté par J.-L. Bocquet et Serge Honorez. Dupuis, 2014.

#### Articles
- Collaboration au Dictionnaire des littératures policières sous la direction de Claude Mesplède : notices sur Maurice Tillieux, Bande dessinée et polar (avec Frédéric Prilleux).
- « Avec Blutch » (entretien). La Nouvelle Revue Française, janvier 2010, no 592.
- Riff Reb's (entretien), 2017 & plus : revue culturelle du Havre, Ville du Havre, janvier 2015.

## Filmographie
- 1997 : Grand-Mère est une Sorcière, 4 DVD, textes d'Alejandra Carrasco, J.-L. Bocquet, Jean-Luc Fromental et Lorris Murail, musique Alice Willis, éd. Seven 7.
- 2003 : Dans la peau d’un mulet (série télévisée "Navarro", saison 14, épisode 4), réalisation Patrick Jamain, scénario : Philippe-Pierre Adolphe, José-Louis Bocquet. Avec Roger Hanin, Nicole Calfan, Léa Bosco, Jean-Marie Mistral.
- 2006 : La Villa du crépuscule (série télévisée "Sable noir", saison 1, épisode 6), réalisation Doug Headline, scénario J.-L. Bocquet d'après la nouvelle de François Rivière.
- 2006 : La Maison de ses rêves (série télévisée "Sable noir", saison 1, épisode 5), réalisation Olivier Megaton, scénario J.-L. Bocquet d'après la nouvelle d'Andrea H. Japp.
- 2006 : Corps étranger (série télévisée "Sable noir", saison 1, épisode 2), réalisation Éric Valette, scénario J.-L. Bocquet d'après la nouvelle de Jean-Bernard Pouy.
- 2008 : Paroles données : un portrait de José Giovanni (documentaire), réalisation David Maltese, production Tokali Films.
- 2009 : La Musique de papa (série télévisée "Suite noire", saison 1, épisode 3), réalisation Patrick Grandperret, d'après la novella de J.-L. Bocquet. Avec Antoine Chappey, Léo Grandperret, Agnès Soral, Marilyne Canto et Florence Thomassin.

## Récompenses
- 1984 : Sonnaille d’Argent au Festival de BD à Sierre pour Le Privé d'Hollywood. (Dupuis, 1985).
- 2007 : Prix mille pages pour Kiki de Montparnasse (avec Catel)
- 2007 : Prix du meilleur album des Lyons de la BD pour Kiki de Montparnasse (avec Catel)
- 2007 : Grand prix RTL de la bande dessinée pour Kiki de Montparnasse (avec Catel)[12]
- 2008 : Prix Essentiel Fnac/SNCF au Festival d'Angoulême 2008, pour Kiki de Montparnasse (avec Catel)
- 2010 : Masque de l'année pour Les Lumières de la ville ne s'éteignent jamais (Le Masque, 2010).
- 2012 : Grand Prix littéraire de l’Héroïne Madame Figaro 2012 dans la catégorie Biographies/Documents pour Olympes de Gouges (Casterman, 2012).
- 2012 :  Prix Saint-Michel du meilleur scénario pour Olympe de Gouges (Casterman, 2012).
- 2012 : Prix des Droits de l'homme "Mélouah-Moliterni" d'Aubenas pour Olympe de Gouges (Casterman, 2012).
- 2012 : Prix BD de la ville de Limoges pour Olympe de Gouges (Casterman, 2012).
- 2017 : prix Jacques Lob